# Приглашение на закат
«Приглаше́ние на зака́т» — семнадцатый студийный альбом певицы Аллы Пугачёвой, выпущенный 15 апреля 2008 года.
После разрыва отношений с Филиппом Киркоровым постоянным продюсером Пугачёвой становится Анатолий Лопатин. Пугачёва сотрудничала с ним с 1999 года, в 2005 году она выбирает его как главного музыкального продюсера альбома. Вместе они работают над материалом. Над альбомом певица работала со многими известными российскими авторами песен и продюсерами — Максимом Фадеевым, Константином Меладзе, а также продолжала работать со своими давними соавторами — Раймондом Паулсом, Игорем Крутым и Любашей.
В декабре 2008 года на фестивале «Песня года» Пугачёва объявила о том, что в апреле 2009 состоятся её концерты в Москве. В столице певица не давала сольных концертов с 1998 года. На большой пресс-конференции 5 марта 2009 года Пугачёва отметила, что этими концертами она откроет прощальный тур, после которого завершит свою концертно-гастрольную деятельность. В поддержку альбома был дан тур «Сны о любви», который начался 7 апреля 2009 года в Москве, а закончился 4 марта 2010 года в Софии (Болгария).
Альбом получил статус золотого диска от НФПФ. Общие продажи составляют порядка 500 тысяч копий. Из альбома было выпущено 6 синглов (для радиоротации). В 2024 году вышел альбом «P.S.».

## История создания
В 2003 году Пугачёва выпустила альбом «Живи спокойно, страна!», давала серию концертов, выступлений на телевидении. В этот период она разводится с Филлипом Киркоровым и всё чаще появляется на публике с Максимом Галкиным. Заканчивается большой гастрольный тур с программой «Мы приехали». За 2006—2007 гг. в рамках этой программы Пугачёва даёт более 40 концертов в России и странах бывшего СССР. Финальный концерт шестилетнего тура проходит 27 сентября 2007 в Сочи.
С 20 июля 2007 Пугачёва — художественный руководитель FM радиостанции «Алла» в Москве; она влияет на музыкальную политику, а также ведёт авторские программы: «Алло, Алла», «В гостях у Аллы», «Алла ищет таланты». Через некоторое время проект закроется.
После разрыва отношений с Киркоровым постоянным продюсером Пугачёвой становится Анатолий Лопатин, в сотрудничестве с которым проходит работа над альбомом. Начиная с 1999 года Пугачёва сотрудничала с ним, в 2005 году она выбирает его как главного музыкального продюсера. Вместе они работают над материалом к альбому. Песни были записаны на студии «Lopatin Sound Lab», а в одной из них — «Здесь мы долго» Лопатин стал автором слов. В этот альбом вошло 18 композиций, некоторые песни были выпущены для трансляции на радио и исполнены в концертной программе «Мы приехали» ещё до выпуска («Из ниоткуда», «Живём пока» и другие).

## Об альбоме
В большинстве своём альбом состоит из новых, ранее не опубликованных композиций (за исключением песни «Без меня»). Над альбомом певица работала со многими известными российскими авторами песен и продюсерами — Максимом Фадеевым, Константином Меладзе, Анатолием Лопатиным, а также продолжала работать со своими давними соавторами — Раймондом Паулсом, Игорем Крутым и Любашей. На диске содержится дуэт Пугачёвой и её дочери, певицы Кристины Орбакайте — песня «Опять метель», ставшая саундтреком к фильму «Ирония судьбы. Продолжение». Текст песни «Гуд-бай» написала Ирина Секачёва, ранее работавшая с некоторыми участниками проекта «Фабрика звёзд». Текст песни «Опять метель» написала Джахан Поллыева, спичрайтер Бориса Ельцина, Владимира Путина и Дмитрия Медведева. Радиоверсии некоторых выпущенных синглов были записаны в дуэтах с Филиппом Киркоровым («Холодно в городе») и Максимом Галкиным («Любовь как состояние», «Живём пока»), но в альбоме эти песни Пугачёва поёт одна. Видеоклипы были сняты только на 2 песни — «Приглашение на закат» (режиссёр Алан Бадоев) и «Опять метель».

## Продвижение

### Теле-выступления
1 января 2008 года Пугачёва вместе с Кристиной Орбакайте выступили с песней «Опять метель» на телевизионном фестивале «Песня года». 16 апреля 2013 года, Пугачёва была гостем на ночной передаче «Вечерний Ургант», где вместе с группой «Фрукты» исполнила песню «Из ниоткуда».

### Тур «Сны о любви»
В декабре 2008 года на фестивале «Песня Года» Пугачёва объявила о том, что в апреле 2009 состоятся её концерты в Москве. В столице певица не давала сольных концертов с 1998 года. На большой пресс-конференции 5 марта 2009 года Пугачёва отметила, что этими концертами она откроет прощальный тур, после которого завершит свою концертно-гастрольную деятельность. Эту конференцию в прямом эфире показывает телеканал «Россия 24», а вечером того же дня изменив свою сетку вещания (беспрецедентный случай в истории российского ТВ: никогда ещё канал не менял сетку из-за публичного события) показывает федеральный канал «Россия-1».
Тур «Сны о любви» в поддержку альбома начался 7 апреля 2009 года в Москве, а закончился 4 марта 2010 года в Софии (Болгария). Концертная деятельность певицы закончилась там, где когда-то началась её слава — именно в Болгарии в 1975 году Алла Пугачёва спела своего знаменитого «Арлекино». За этот тур певица дала 37 концертов в 34 городах в 13 странах мира, проехала более 62 000 километров, исполнила 888 песен, проведя в общей сложности на сцене 57 часов. Команда тура состояла из 30 человек, включая 5 музыкантов, 6 бэк-вокалистов, 2 звукорежиссёров, режиссёра по свету, администратора и технический персонал. Также в команду входили журналисты телеканала «Россия-1» и радиостанции «Алла», которые подробно освещали ход тура.
Концерты посмотрели несколько десятков миллионов телезрителей телеканала «Россия-1» и более 200 000 зрителей в концертных залах. Среди них — огромное количество общественных и политических деятелей разных стран, в том числе: супруга Президента России Светлана Медведева, Премьер-министр Украины Юлия Тимошенко, Чрезвычайный и Полномочный Посол Российской Федерации на Украине Виктор Черномырдин, Президент Азербайджана Ильхам Алиев с супругой, Президент Армении Серж Саргсян и многие другие. Президенты Азербайджана и Армении после концертов наградили Пугачёву орденами «Дружбы» и Святого Месропа Маштоца соответственно.

## Рецензии
Сергей Соседов из KM.ru писал: «Этот альбом — академия для эстрадного артиста. 18 песен — и ни одна не повторяет другую, но при этом все находятся в неком „сверхпесенном“ пространстве. Это своего рода оригинальная поп-сюита. Так умеет только Алла. Её очередным CD-творением можно наслаждаться бесконечно, открывая все новые и новые нюансы голоса, мелодий, аранжировок и, конечно, подспудные смыслы то незамысловатых, а то, напротив, очень глубоких стихов».
Леонид Гринберг для журнала Depesha отмечал, что в альбоме «песня за песней плавно перетекают одна в другую, рассказывая историю жизни певицы. Вот, она обращается к огромному синему небу, скажи, не тая, где любовь моя; она влюблена, голову теряет и ходит по краю в песне „Любовь как состояние“; никак не поверит в это вновь обретенное счастье в „Верю-не верю“, но он уходит и становится „Холодно в городе“, и вроде бы все к лучшему, ведь быть вместе они не могут, сколько раз она его спасала, но больше нет сил. Пусть летит с одним крылом. Без неё. „Жаль“, её любовь тоже умирает, она уже не любит, не ревнует. Сердце каменеет и она всем дает один ответ: время нелюбви сейчас на белом свете. Но она благодарна судьбе за то, что любовь была в её жизни, и теперь пришла пора улететь».

## Коммерческий успех альбома
Альбом на несколько недель возглавил российский чарт альбомов и разошёлся в течение 1 недели тиражом более 50.000 копий по России. Альбом получил Золотой диск от НФПФ. К 2009 году в РФ было продано свыше 300.000 копий альбома, а в странах СНГ свыше 150.000 копий.

### Синглы
Всего из альбома было выпущено 6 синглов.
| Название трека                            | Дата выпуска    | Место в чарте TopHit |
| ----------------------------------------- | --------------- | -------------------- |
| Любовь как состояние                      | 5 июля 2005     | 10                   |
| Здесь мы долго                            | 5 июля 2006     | 10                   |
| Приглашение на закат                      | 8 декабря 2006  | 20                   |
| Холодно в городе                          | 18 декабря 2006 | 11                   |
| Опять метель (дуэт с Кристиной Орбакайте) | 16 января 2008  | 28                   |
| Ты там, я там                             | 21 мая 2008     | 27                   |

## Оформление и упаковка
Альбом вышел в нескольких вариантах издания: подарочный в упаковке DVD digipack (картонный футляр, 2 открытки и клип «Приглашение на закат»), подарочный в упаковке DVD digipack slim (без открыток и клипа) и в формате CD. В цифровом варианте альбом отсутствует, в магазине iTunes его также нет.

## Список композиций
| №                   | Название                                    | Автор(ы)                  | Длительность |
| ------------------- | ------------------------------------------- | ------------------------- | ------------ |
| 1.                  | «Опять метель» (дуэт с Кристиной Орбакайте) | К. Меладзе, Д. Поллыева   | 3:37         |
| 2.                  | «Приглашение на закат»                      | А. Пугачёва, И. Крутой    | 4:45         |
| 3.                  | «Из ниоткуда»                               | А. Пугачёва               | 3:59         |
| 4.                  | «Гуд-бай»                                   | А. Стойчев, И. Секачёва   | 3:00         |
| 5.                  | «Верю, не верю»                             | О. Попков                 | 3:13         |
| 6.                  | «Дожди»                                     | В. Разумовский            | 3:53         |
| 7.                  | «Жаль»                                      | О. Иванова                | 3:44         |
| 8.                  | «Ты там, я там»                             | Любаша                    | 3:36         |
| 9.                  | «Без меня»                                  | Р. Паулс, И. Резник       | 4:34         |
| 10.                 | «Одуванчик»                                 | А. Лукьянов, С. Осиашвили | 4:16         |
| 11.                 | «Любовь как состояние»                      | О. Попков                 | 3:25         |
| 12.                 | «Ресницы и твои глаза»                      | А. Мисин, С. Патрушев     | 3:41         |
| 13.                 | «Холодно в городе»                          | Любаша                    | 3:37         |
| 14.                 | «Живём пока»                                | О. Попков                 | 2:52         |
| 15.                 | «Спасибо, любовь»                           | М. Фадеев, И. Резник      | 4:30         |
| 16.                 | «Синее небо»                                | В. Молчанов, И. Резник    | 3:09         |
| 17.                 | «Я улетаю»                                  | А. Иванов, С. Абрашин     | 3:17         |
| 18.                 | «Здесь мы долго»                            | Дж. Мосс, Артур А’Ким     | 3:05         |
| Общая длительность: | Общая длительность:                         | Общая длительность:       | 1:05:22      |

## Участники записи
- Звукорежиссёры:
  - Андрей «Рэмбо» — 5, 10, 11, 14, 16;
  - Анатолий Лопатин — 2-4, 7-9, 13, 15, 17;
  - Олег Шаумаров — 12, 18.
- Аранжировщики:
  - Анатолий Лопатин — 3, 9, 13;
  - Андрей Харченко — 15;
  - Сергей Разумов — 7, 16;
  - Олег Оленев — 5, 11, 14;
  - Олег Шаумаров — 2, 10, 12, 17, 18.
- Бэк-вокал:
  - Наталья Сигаева — 2, 3, 5, 7, 8, 10, 11, 13, 14, 16-18;
  - Анатолий Лопатин — 2, 4, 7-14, 16, 18.
- Гитарист:
  - Алексей Булгаков — 5, 7, 11, 13, 14, 16, 18.
- Духовая секция:
  - «Студио-Транзит», руководитель — Алексей Батыченко.